# Zjednoczona Partia Ludowa (Belize)
Zjednoczona Partia Ludowa (ang.: People’s United Party (PUP) – chadecka partia polityczna funkcjonująca w belizeńskim, de facto dwupartyjnym, systemie partyjnym. Założona w 1950 roku. Od 2008 roku pozostaje w opozycji. 

## Historia
Zjednoczona Partia Ludowa przez lata monopolizowała politykę w Hondurasie Brytyjskim, a następnie w Belize. Od momentu powstania UDP w 1974 tylko te dwie partie zdobywały mandaty posłów do Izby Reprezentantów.
W wyborach w 1974 roku wygrała PUP zdobywając 51,53% głosów i 12 mandatów, UDP zdobyła 38,1% głosów i pozostałe 6 mandatów. Kolejne wybory przyniosły podobne rezultaty - Zjednoczona Partia Ludowa uzyskała 13 mandatów (przy poparciu 51,8% mieszkańców), zaś 46,8% głosów przyniosło lewicy 5 mandatów.
W 1981 Belize uzyskało niepodległość, a w pierwszych wyborach w niepodległym państwie triumfowała Zjednoczona Partia Demokratyczna zdobywając 54,1% głosów i aż 21 mandatów w nowej, powiększonej Izbie Reprezentantów. Po raz pierwszy wybory w historii Belize, PUP nie wygrała wyborów, chadekom poparcie na poziomie 44% głosów przyniosło jedynie siedem mandatów.
Wybory parlamentarne w Belize w 1989 roku przyniosły wynik niemal remisowy - wygrała nieznacznie Zjednoczona Partia Ludowa (50% głosów i 15 mandatów), lewica musiała zadowolić się 13 fotelami w Izbie Reprezentantów (poparcie 48,2%). W 1993 roku, mimo że chadecy w skali kraju zdobyli więcej głosów (51,2%), to wybory przegrali, zdobywając 13 mandatów, wobec 16, które zdobyła UDP (przy poparciu 48,7%).
Wybory przeprowadzone 27 sierpnia 1998 przyniosły wielki triumf Zjednoczonej Partii Ludowej, która odzyskała władzę i zdobyła 26 z 29 mandatów, uzyskując w skali kraju poparcie 59,67%. 39,41% głosów dało ich konkurentom z UDP 3 mandaty. W kolejnych wyborach ponownie triumfowali chadecy - 53,16% głosów dało im 22 miejsca w parlamencie, UDP zgarnęła pozostałe 7 (poparcie 45,57%). Wielkim sukcesem dla Zjednoczonej Partii Demokratycznej okazały się wybory parlamentarne w Belize w 2008 roku - 56,61% głosów i 25 mandatów, w nieco powiększonej Izbie Reprezentantów. 40,72% głosów w skali kraju dało PUP pozostałe 6 miejsc. Ostatnie wybory to niewielkie zwycięstwo lewicy premiera Deana Barrowa 50,37% głosów i 17 mandatów, wobec 47,54% głosów i 14 miejsc w parlamencie dla PUP.

## Liderzy
- John Smith (1950–1952)
- Leigh Richardson (1953–1956)
- George Cadle Price (1956–1996)
- Said Musa (1996–2008)
- Juan Antonio Briceño (2008–2011)
- Francis Fonseca (od 2011)